# 科斯佳·蔡特金
‌

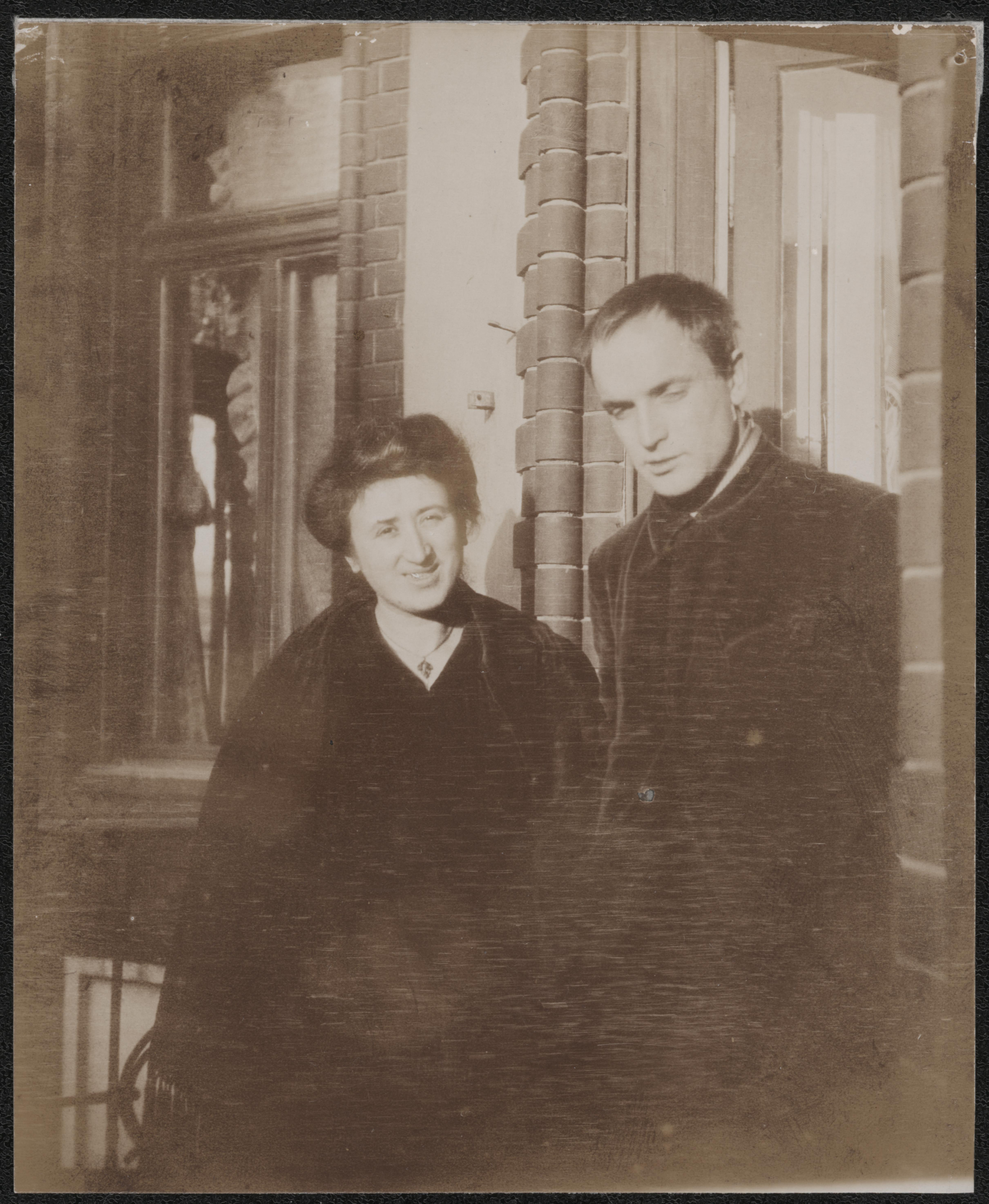
1909年的科斯佳·蔡特金和罗莎·卢森堡

康斯坦丁·“科斯佳”·蔡特金（德語：Konstantin "Kostja" Zetkin；1885年4月14日—1980年9月）是德国的一个医生、社会经济学家和政治活动家。他出生于法国巴黎，逝世于加拿大不列颠哥伦比亚省哈夫穆恩湾。
他是德国左翼政治先驱克拉拉·蔡特金的儿子，还是另一位名人罗莎·卢森堡的情人。